# راه قدیمی نیشابور به توس
راه قدیمی نیشابور به توس مربوط به دوران‌های تاریخی پس از اسلام است و در شهرستان مشهد، بخش احمدآباد، روستای ده غیبی واقع شده و این اثر در تاریخ ۷ مهر ۱۳۸۱ با شمارهٔ ثبت ۶۳۵۹ به‌عنوان یکی از آثار ملی ایران به ثبت رسیده است.
تمامی راه‌های جنوب، جنوب شرقی و شرق در مسیر راه زیارتی - مذهبی به مشهد منتهی می‌گردید در محلی به نام طرق به هم می‌پیوستند که اکنون به آن راه کهنه فاضل (راه قدیمی نیشابور به توس) گویند. این راه به صورت گذرگاهی است با عرض متغیر بین ۲ تا ۶ متر که در شیب‌های تند با پلکان‌هایی کم ارتفاع و عریض امکان تردد را با وسایل بی چرخ نظیر کجاوه، پالکی، عماری و… فراهم می‌کرده است. این راه در جوار روستای ده غیبی قرار گرفته است.